# شاپرک نانودس
شاپرک نانودس(نام علمی: Agdistis nanodes) نام یک گونه از تیره پرپرواران است.